# 大河内郵便局 (兵庫県)
大河内郵便局（おおかわちゆうびんきょく）は、兵庫県神崎郡神河町にある郵便局。民営化前の分類では集配特定郵便局であった。

## 概要
住所：〒679-3199 兵庫県神崎郡神河町寺前256-5

## 沿革
- 1915年（大正4年）9月11日 - 寺前郵便局として開局。
- 1969年（昭和44年）2月24日 - 神崎郡大河内町寺前から、同町字水走りに移転[1]。
- 1975年（昭和50年）11月28日 - 電話交換業務を福崎電報電話局に移管。
- 1978年（昭和53年）8月16日 - 和文電報配達業務を兵庫神崎電報電話局に移管。
- 1989年（平成元年）6月19日 - 大河内郵便局に改称するとともに、長谷郵便局[2]から集配業務の一部[3]を移管。
- 2007年（平成19年）10月1日 - 民営化に伴い、併設された郵便事業香寺支店大河内集配センターに一部業務を移管。
- 2012年（平成24年）10月1日 - 日本郵便株式会社発足に伴い、郵便事業香寺支店大河内集配センターを大河内郵便局に統合。

## 取扱内容
- 郵便、印紙、ゆうパック、内容証明
- 貯金、為替、振替、振込、国際送金、国債
- 生命保険、バイク自賠責保険
- 地方公共団体事務（兵庫県住宅再建共済基金利用申込取次事務）
- ゆうちょ銀行ATM
- 神崎郡神河町内の一部地域（旧大河内町域：〒679-31xx区域）の集配業務

## 周辺
- 神河町役場（本庁）
- 神河町立神河中学校
- 神河町立寺前小学校・寺前幼稚園
- 市川
- 寺前駅

## アクセス
- JR播但線 寺前駅から北へ約200m（徒歩約4分）
- 神姫グリーンバス 寺前駅停留所下車
- 播但連絡道路 神崎南ランプから北西へ約2.5km
- 兵庫県道404号長谷市川線沿い
- 駐車場あり：2台